# Walden Galleria
Walden Galleria es un centro comercial regional en Cheektowaga, un suburbio de Búfalo, la segunda ciudad más grande del estado de Nueva York (Estados Unidos). Está ubicado al oriente de la Interestatal 90 y la Salida 52 de la Autopista del Estado de Nueva York en Walden Avenue. Walden Galleria comprende más de 148 645 m²  de espacio comercial, con 170 locales en dos niveles, incluyendo un patio de comidas y una sala de cine. El Galleria tiene grandes almacenes, J. C. Penney y Macy's; con anclas adicionales que incluyen Best Buy, Dick's Sporting Goods, DSW Shoe Warehouse, Forever 21, Old Navy y un multicine Regal Cinemas. La tercera tienda por departamentos, Sears, cerró en abril de 2017 con Kids for Less ocupando una parte del espacioy la cuarta, Lord & Taylor, hizo otro tanto el 29 de diciembre de 2020. El centro comercial es propiedad y está administrado por The Pyramid Companies de Syracuse, la misma firma de administración que lo construyó.

## Historia
The Walden Galleria fue construido por The Pyramid Companies, una firma de gestión y desarrollo de centros comerciales con sede en el norte de Nueva York. Construido en un sitio cerca de la Salida 52 de la Autopista del Estado de Nueva York, el centro comercial se inauguró en 1989. En ese momento, contaba con seis tiendas ancla: las cadenas nacionales J. C. Penney y Sears, la cadena regional Bonwit Teller y tres cadenas del oeste de Nueva York Sibley's, LL Berger y The Sample. Sibley's abrió a finales de 1988, varios meses antes que el resto del centro comercial. Originalmente se construyó un espacio de anclaje adicional para B. Altman and Company, pero permaneció vacante, ya que la cadena decidió no abrir la tienda Walden Galleria debido a restricciones crediticias. En ese momento, el edificio de dos pisos también contaba con más de 150 tiendas, así como un teatro propiedad de Hoyts Cinemas.
En 1990, la empresa matriz de Sibley, May Co. fusionó sus operaciones con Kaufmann's, con sede en Pittsburgh. Ese mismo año, la cadena local AM & A's (Adam, Meldrum & Anderson Company) se mudó del cercano Thruway Mall al espacio originalmente planeado para B. Altman. El propietario del Thruway Mall demandó a la cadena de AM&A, alegando incumplimiento de contrato; la cadena se declararía más tarde responsable de los daños al Thruway Mall, que posteriormente fue demolido y reconstruido como un centro comercial a principios de los años 1990. Finalmente, Hoyts vendió el complejo teatral Walden Galleria a General Cinemas antes de fin de año.
LL Berger se declaró en quiebra en 1991, cerrando todas sus tiendas. Más tarde ese mismo año, se agregaron tres tiendas ancla más al centro comercial: Lechmere, Loehmann's y Lord & Taylor. The Sample cerró en 1991 y pronto fue reemplazado por Linens & Wares, un minorista de artículos para el hogar; también, a finales de año, Filene's Basement se abriría en el antiguo espacio LL Berger. Tanto Filene's Basement como Loehmann's cerrarían en tres años.

### Mediados de finales de los años 1990
En 1995, la cadena de grandes almacenes The Bon-Ton, con sede en York adquirió la cadena AM & A's, convirtiendo todos los puntos de venta en The Bon-Ton. El 14 de diciembre de ese año, Cynthia Wiggins de Búfalo, de 17 años, fue atropellada por una volquta mientras intentaba llegar a su primer día de trabajo en el patio de comidas del centro comercial desde una parada de autobús de la NFTA Metro en Walden Avenue. El incidente provocó acusaciones de la comunidad afroamericana de Búfalo de que Pyramid no quería que las personas del East Side, predominantemente minoritario de Búfalo, tuvieran fácil acceso al centro comercial. Al resolver una demanda por homicidio culposo contra Walden Galleria y NFTA Metro y para evitar un boicot al centro comercial, la parada de autobús pronto se trasladó a un punto dentro del centro comercial, donde permanece hoy. Bonwit Teller cerró su nivel superior en 1996 como parte de la reestructuración de la cadena, y Old Navy pronto abrirá en el antiguo nivel superior de la tienda. A finales de año, Bonwit Teller también había cerrado el resto de su tienda, y el nivel inferior se convirtió en 1997 en la primera tienda Bed Bath & Beyond de la zona. También en 1996, el minorista de ropa deportiva Finish Line abrió lo que entonces era una de sus tiendas más grandes, en el espacio desocupado por Filene's Basement dos años antes.
Montgomery Ward, que adquirió la cadena Lechmere en 1994, cerró la última de las tiendas Lechmere en todo el país en 1998, como parte de una reestructuración corporativa. Tras su cierre, la mitad del antiguo local se convirtió en una tienda J. C. Penney, mientras que la otra mitad permaneció vacante hasta que DSW Shoe Warehouse la ocupó en 1999. Linens 'n Wares, que cerró en algún momento a fines de los años 1990, también se convirtió en una tienda para el hogar para Kaufmann's en 1999. Un año más tarde, también se agregó una tienda Galyan's Trading Company al centro comercial, y esta tienda pasó a llamarse Dick's Sporting Goods en 2004 luego de la adquisición de la cadena Galyan's.

### 2000
Con el nuevo milenio llegaron varios desarrollos interesantes. Se abrió una tienda Pottery Barn de 1114 m² en el espacio anteriormente ocupado por Finish Line en el primer piso, quien recientemente se había mudado al antiguo espacio de la tienda Warner Brothers. También se uniría a la primera Apple Store del norte del estado de Nueva York, que ocuparía 668 m² frente a Bon Ton y Forever 21, una tienda de ropa para jóvenes, que abrió una tienda de 789 m² en el primer piso del centro comercial. También se unieron al centro comercial Abercrombie & Fitch y Hollister, la última de las cuales fue la primera ubicación en el oeste de Nueva York.
Además de los nuevos locales, se propusieron otras expansiones. El plan inicial requería la adición de un ala nueva de tres pisos con un complejo de salas de cine de 18 salas, así como varios inquilinos de alto nivel. Según esta propuesta, la tienda Sears se habría convertido en espacio de centro comercial y se habría construido una nueva tienda Sears inmediatamente detrás de ella. Esta alternativa no se concretó.
En 2002 General Cinemas le vendió el complejo de teatros a AMC Theatres. El J. C. Penney Home Store también cerró ese año y se convirtió en Steve and Barry's. Un año después, Pyramid hizo un intento fallido de desalojar los cines para una tienda Best Buy y aunque este intento no tuvo éxito, Best Buy terminaría abriendo una tienda en el centro comercial 3 años después junto a Sears. En 2004, AMC terminó cerrando el complejo de teatros del centro comercial. El espacio duró poco tiempo vacante, ya que solo cuatro días después, Regal Cinemas lo reabrió. Otra adquisición de un ancla importante tuvo lugar un año después cuando Kaufmann's se convirtió en una de las varias marcas anteriores de May Co. que Macy's adquirió y renombró en 2005, y mientras la tienda principal de Kaufmann's se convirtió en Macy's, la Home Store fue cerrada. También en 2006, The Bon-Ton cerró. En 2007, Bed Bath and Beyond abandonó el Walden Galleria para ubicarse en una plaza cercana y Colton RV, un concesionario de vehículos recreativos ocupó el espacio durante 2 años.

#### Expansión en 2006

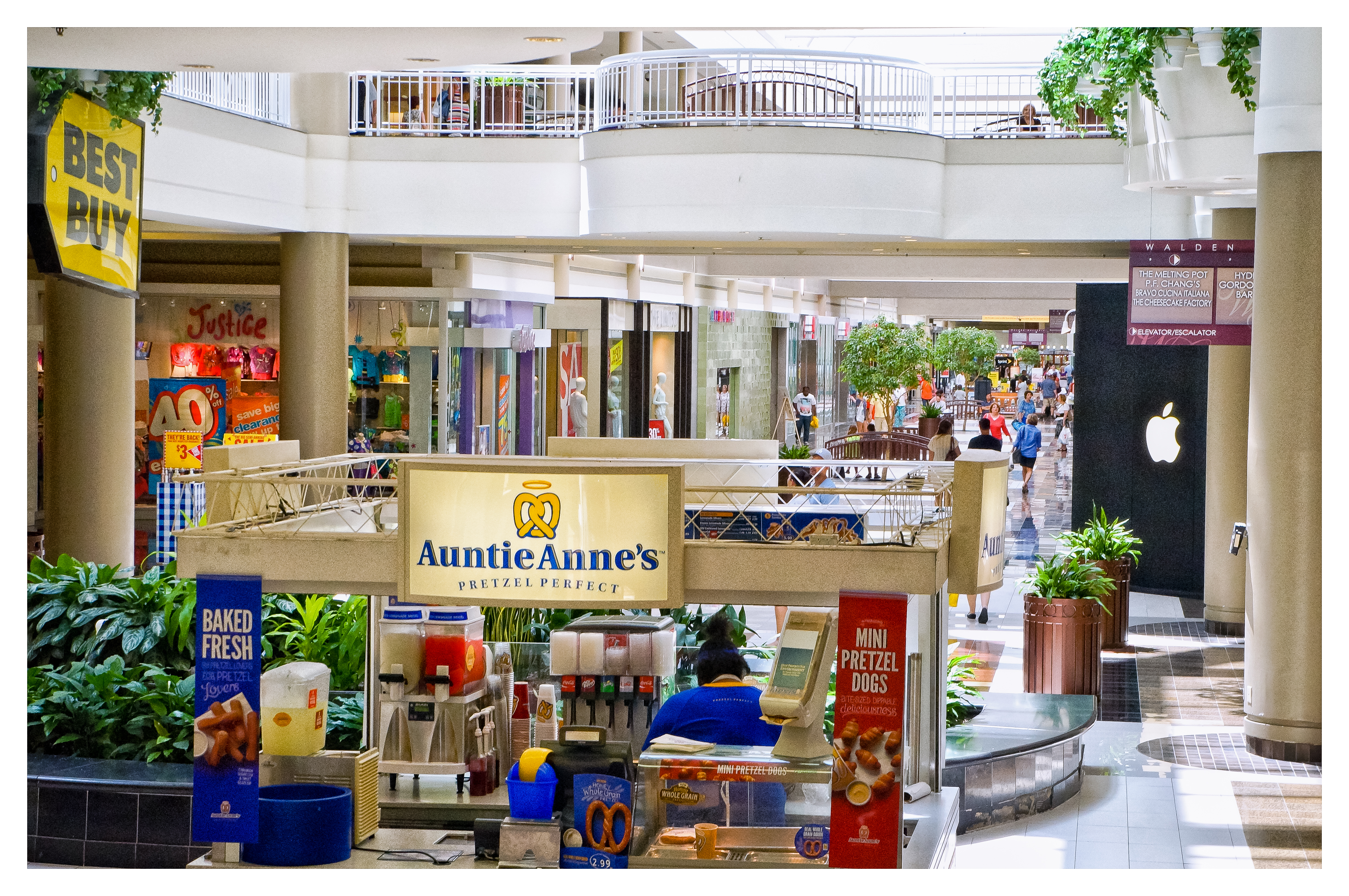
Vestíbulo de Walden Galleria

Tras cierre de The Bon-Ton en 2006, se anunció que se demolerían los locales recientemente desocupados, el espacio adyacente existente Regal Cinemas y un restaurante Kahunaville para así dar paso a un complejo de películas Regal Cinemas de 16 pantallas (nivel superior) y un nuevo espacio para restaurantes y tiendas de lujo (nivel inferior). Se eliminó una entrada exterior existente con escaleras mecánicas y un ascensor hasta el patio de comidas y la gran pared exterior de vidrio se bloqueó temporalmente para una tienda Barnes and Noble. Sin embargo, esa ubicación nunca se materializó por las complicaciones de la construcción de las escaleras mecánicas propuestas por Barnes and Noble, ya que esa sección del centro comercial se construyó sobre cajones sobre el arroyo Scajaquada. Además, se demolió una parte de la rampa de estacionamiento de varios niveles cerca de la tienda Bon-Ton para dar paso a nuevos frentes de tiendas que crearían un diseño similar a un bulevar a lo largo del borde occidental del centro comercial. También se construyó una rampa de estacionamiento de cinco pisos y espacio para 1200 vehículos como reemplazo del parqueadero afectado por la expansión.

### Años 2010
Una nueva década trajo muchos cambios al centro comercial. El primero fue Papaya Clothing, quien abrió una nueva tienda en el primer nivel del centro comercial. En 2011, H&M acupó el espacio en el que anteriormente estaba Bed Bath and Beyond. Esta fue la primera ubicación de la cadena sueca en el área de Búfalo, siendo la más cercana en Rochester y Toronto. Una pequeña parte del antiguo espacio de Bed Bath and Beyond al lado también se convirtió en un lugar para Anthropologie, una tienda de ropa y accesorios para mujeres de moda. Ese año también llegaron al Walden Galleria Fossil, que abrió su segunda ubicación en un espacio de 371 m² en el primer piso, Free People, que abrió su primera ubicación en el norte del estado de Nueva York en un espacio de 185 m² en el primer piso, y White House/Black Market, cuya tienda de 278 m² es su segunda ubicación en el área. A estos se agregó la cervecería Gordon Biersch.
En 2013, e instalaron nuevos pisos de mármol italiano y se moderniozaron la iluminación, el mobiliario y las entradas principales. A finales de año, Pole Position Raceway abriría una pista de carreras de karts bajo techo en la antigua ubicación de Steve y Barry.
En noviembre de 2014, el centro comercial estuvo involucrado en una controversia sobre las tiendas que fueron multadas por decidir no abrir el Día de Acción de Gracias. Los dueños amenazaron con multar a las tiendas con 200 dólares la hora si permanecían cerradas durante las vacaciones.
En la última parte de la década, Walden Galleria, al igual que otros centros comerciales de todo el país, se enfrentó al apocalipsis minorista debido al auge del comercio electrónico y a una preferencia cambiante hacia las compras en línea. Uno de las primeras respuestas de la administración fue la apertura de una taberna de World of Beer en el antiguo espacio de Ruby Tuesday. Esto fue impulsado por el boom de la cerveza artesanal. Aproximadamente un mes después, en septiembre, Dave y Buster's trasladaron su centro de juegos existente del Eastern Hills Mall a una ubicación de 2787 m² junto a Cheesecake Factory (el sitio donde se iba a abrir un Barnes and Noble 10 años antes). En 2016, el centro comercial tomó un descanso ya que Macy's, una de sus tiendas ancla más grandes, no incluyó a Galleria como una de las 2 ubicaciones de área que estaba cerrando. Sin embargo, a esta buena se agregó una de signo contrario cuanda Sears cerró en abril de 2017.
En abril de 2018, Zara abrió una tienda de dos pisos de 2815 m² junto a H&M y Gap. El primer piso de la tienda ocupaba un espacio que antes era Fossil, White House Black Market, Free People y Banana Republic, y el segundo piso de lo que era Aéropostale. Fossil y Banana Republic cerraron sus ubicaciones de Galleria mientras que el resto de las tiendas listadas se trasladó a otras ubicaciones en el centro comercial. En junio, Macy's abrió una tienda de muebles de 1343 m² en la ubicación que anteriormente albergaba el mismo concepto bajo su predecesor, Kaufmann's. Algunas buenas noticias también vinieron en el primero de los compromisos de las grandes presentadoras de permanecer en el centro comercial. tanto Macy's como Regal Cinemas anunciaron que invertirían millones en sus ubicaciones actuales. En noviembre, RPM Raceway, anteriormente conocido como Pole Position, anunció que estaba reubicando la pista en Poughkeepsie. Las cadenas de otras 5 ubicaciones en Rochester, Syracuse, Long Island, Jersey City, Nueva Jersey y Stamford, CT permanecerían abiertas. El espacio no permanecería vacante por mucho tiempo, ya que Urban Air Adventure anunció que planeaba abrir un trampolín de 4180 m², un centro de recreación y entretenimiento durante el próximo año.

### En la actualidad
Actualmente, Walden Galleria tiene 170 tiendas y servicios, así como un público potencial de 23 millones de visitantes de Estados Unidos y Canadá.
El 19 de marzo de 2020 el centro comercial anunció un cierre temporal por la pandemia COVID-19. Las tiendas con entradas exteriores pudieron reabrir a principios de junio y las interiores el 10 de julio
A partir de noviembre de 2020, algunas de las adiciones más recientes del centro comercial incluyen Ardene, Earthbound Trading Co., Lego Store, Mandati Jewelers, Santora's Pizza Pub and Grille y Urban Air Adventure Park. El 29 de diciembre de 2020 Lord & Taylor cerró.